# Луговской (Воронежская область)
Луговской — нежилой хутор в Воробьёвском районе Воронежской области России.
Входит в состав Берёзовского сельского поселения.

## География

### Улицы
- ул. Садовая.

## История
Хутор был основан до революции переселенцами из соседних сел – Верхнего и Нижнего Быка и Никольского-2-го.
Во времена СССР в Луговском было около 30 домов. Здесь находилось одно из отделений колхоза «Новый путь» – свиноферма и овцеферма. А магазин и начальная школа работали за речкой, ближе к Нижнему Быку.
Брошенных домов в Луговском не осталось – лишь в паре километров оттуда сохранились стены бывших строений. Почти все дома в этих местах раньше клали из крупных кусков мела.

## Население
с 2003 года здесь постоянно не проживает ни одного человека 